# Řád rudého praporu (Bulharsko)
Řád rudého praporu (bulharsky: Орден Червено знаме) bylo státní vyznamenání Bulharské lidové republiky založené roku 1950. Udíleno bylo mj. za odvahu, obětavost a hrdinství v dobách války

## Historie a pravidla udílení
Řád byl založen výnosem Národního shromáždění č. 649 ze dne 13. prosince 1950 a stal se tak prvním vojenským řádem založeným po datu 9. září 1944. Spolu s ním byly založeny i další řády a to Řád rudého praporu práce, Řád Cyrila a Metoděje a Řád mateřská sláva. Udílen byl v jediné třídě příslušníkům bulharských ozbrojených sil i celým jednotkám, ale mohl být udělen i civilistům. Udílen byl za odvahu, obětavost a hrdinství v dobách války. Jednotkám byl ve válečném období udílen za zvláštní vyznamenání se v boji proti nepříteli a v dobách míru za zvláštní zásluhy při posilování obrany a bezpečnosti Bulharska. Udělen mohl být i příslušníkům ozbrojených sil spřátelených států za účast ve vojenských operacích proti společnému nepříteli. Jeho udělení příslušníkům ozbrojených sil bylo vázáno na vojenskou hodnost, a řád tak mohl být udělen pouze od hodnosti poručíka výše. Poprvé byl udělen dne 10. března 1951.
Po pádu komunistického režimu byl řád dne 5. dubna 1991 zrušen.

## Medaile
Medaile řádu měla oválný tvar o rozměrech 43 × 34 mm. Po stranách medaile byly zlaté vavřínové větvičky, který byly ve spodní části spojené bíle smaltovanou stuhou se zlatým nápisem НРБ. Nahoře byla mezi větvičkami umístěna malá zlatá pěticípá hvězda. Ústředním motivem medaile byla na světle modře smaltovaném pozadí umístěná zlatá postava vojáka s puškou připravenou k palbě. V pozadí byla červeně smaltovaná vlající vlajka s nápisem v cyrilici ЗА СОЦИАЛИСТИЧЕСКА РОДИНА (za socialistickou vlast).
Řád se nosil nalevo na hrudi na kovové destičce ve tvaru pětiúhelníku, která byla pokryta stuhou. U starších dekorací je destička mosazná u novějších pak hliníková. Stuha byla červená uprostřed se třemi pruhy v bílé, zelené a červené barvě, odpovídající tak barvám státní vlajky. Červený středový pruh byl od základní červené stuhy oddělen úzkým bílým proužkem.
Autorem návrhu medaile byl rytec O. Odabašjan. Medaile byla vyráběna ve státní mincovně.